# Смовдь оленяча
{{#ifeq:0|0|{{#if:|{{#if:Peucedanumcervaria|[[]}}|}}}}
Смовдь оленяча (Peucedanum cervaria) — вид трав'янистих рослин родини окружкові (Apiaceae), поширений у центральній і південній Європі та в Алжирі.

## Опис
Багаторічна рослина 50–100 см заввишки. Пластинка листка пряма, знизу світліша, блакитно-зелена. Листки сіро-зелені, жорсткі, майже шкірясті, в контурі трикутні, двічі-тричі перисторозсічені, з довгасто-яйцюватими товстуватими часточками, більш широкими нижче середини; іноді трохи надрізані, з зубцями з направленим вперед гострим наконечником. Зонтики 6–15 см в діаметрі, з 12–30 променями; обгортка і обгорточки з лінійно-шилоподібних відігнутих плівчасто-облямованих листочків. Плоди видовжено-еліптичні, до 5.2 мм довжиною.

## Поширення
Європа: Албанія, Австрія, Ліхтенштейн, Бельгія, Люксембург, Боснія і Герцеговина, Чорногорія, Хорватія, Словенія, Сербія  (вкл. Косово), Болгарія, Білорусь, Чехія, Франція, Німеччина, Швейцарія, Іспанія, Угорщина, Італія, Латвія, Литва, Молдова, Польща, Росія, Румунія, Словаччина, Україна; Північна Африка: Алжир.
Виростає окремо або у вільних групах у багатих світлом, сухих місцях, іноді в напівсухих полях, на висотах від 0 до 1200 метрів над рівнем моря.
В Україні зростає на лісових галявинах і серед чагарників — на Закарпатті, у західних областях до Дніпра; найбільш східні місця: Одеська обл., м. Котовськ; Черкаська обл., м. Умань, м. Канів; Сумська обл., м. Глухів. Входить до переліку видів, які перебувають під загрозою зникнення на території Сумської області.

## Галерея

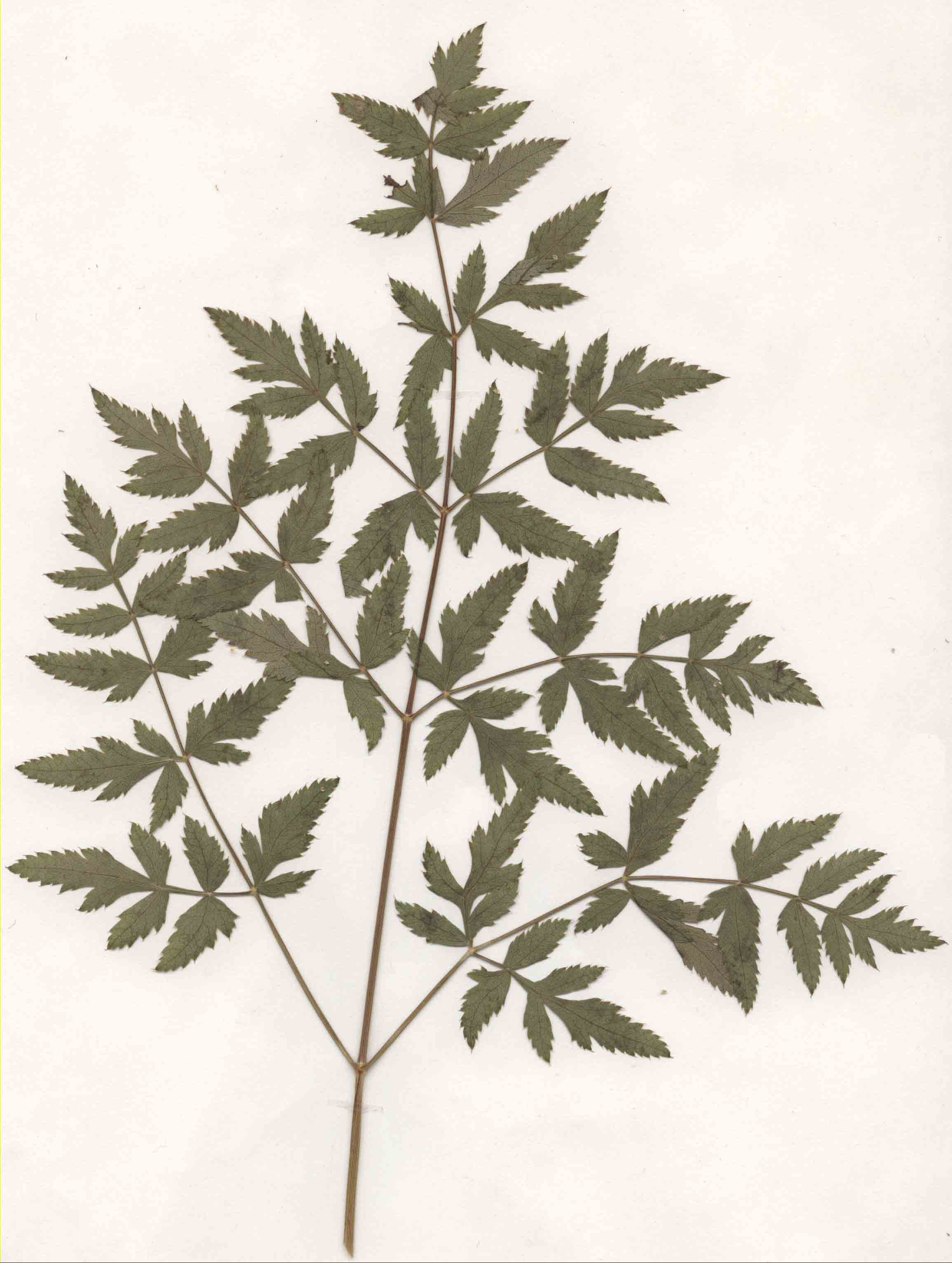
листя
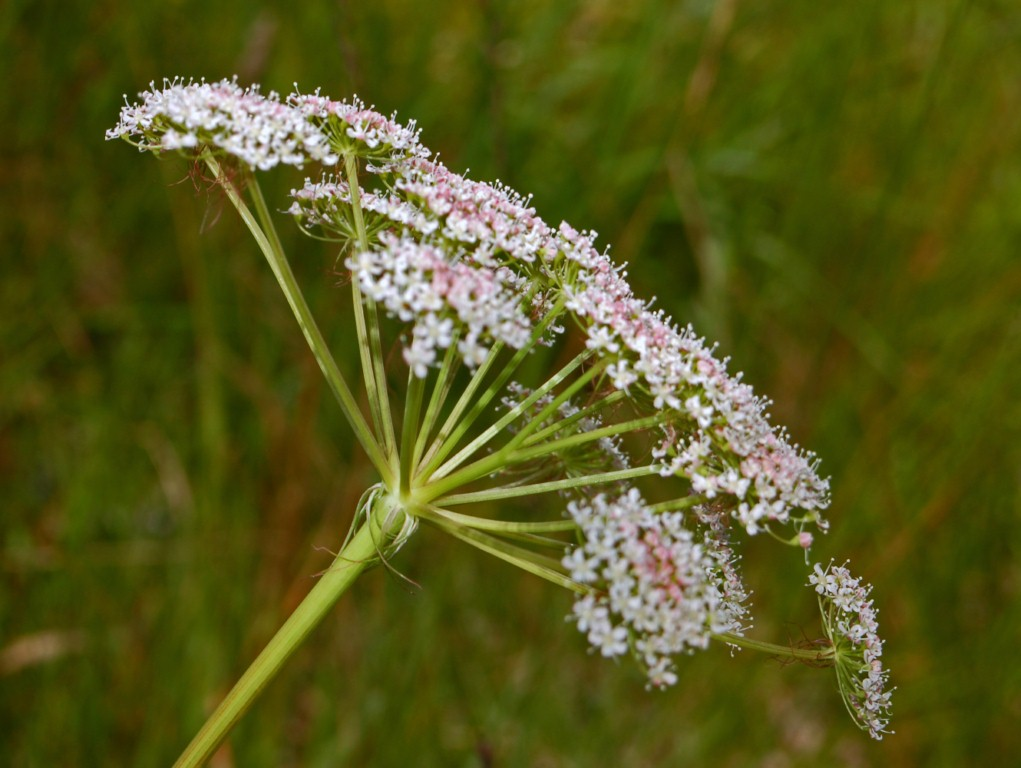
суцвіття
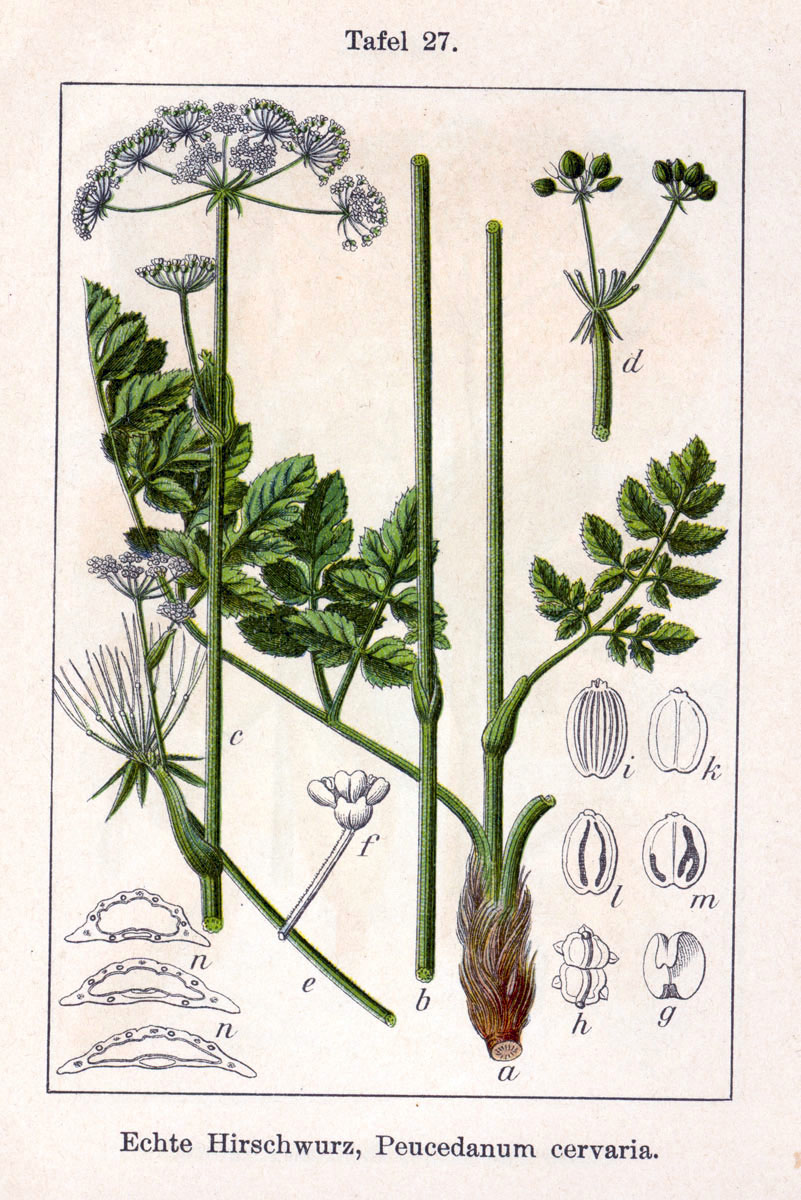
ілюстрація